# Reserva senyorial
La reserva senyorial o domini era el conjunt de les millors terres d'un feu. Aquestes estaven reservades pel senyor feudal. A les reserves senyorials solia haver-hi el castell del senyor, així com els prats i els boscos propis del feu.